# Joseph Chamberlain
Joseph Chamberlain (n. 8 iulie 1836, Londra, Regatul Unit al Marii Britanii și Irlandei – d. 2 iulie 1914, Londra, Regatul Unit al Marii Britanii și Irlandei) a fost un politician britanic din Regatul Unit al Marii Britanii și Irlandei, cunoscut pentru activitatea sa în rândul mișcărilor liberale radicale. Ulterior a făcut parte din Partidul Liberal Unionist, fiind împotriva guvernării locale a Irlandei. Aflându-se în coaliție cu Partidul Conservator, acesta a fost unul dintre cei mai fervenți susținători ai neoimperialismului și a expansiunii Imperiului Britanic. 